# Бланделл, Ричард
Ричард Бланделл (англ. Richard Blundell; род. 1 мая 1952, Шорхэм-бай-Си) — английский экономист.

## Биография
Бакалавр (1973) Бристольского университета, магистр (1975) Лондонской школы экономики. Преподавал в Манчестерском университете (1975—1983) и лондонском Университетском колледже (с 1983). Президент Эконометрического общества (2006).
Является членом Британской академии с 1997 года, иностранным членом Национальной академии наук США с 2019 года.

## Награды
За свои достижения был неоднократно награждён:
- 2006 — орден Британской империи;
- 2014 — рыцарь-бакалавр;
- 2014 — BBVA Foundation Frontiers of Knowledge Award;
- 2015 — Clarivate Citation Laureates.